# Sageretia filiformis
Sageretia filiformis là một loài thực vật có hoa trong họ Táo. Loài này được (Roth) G. Don miêu tả khoa học đầu tiên năm 1832.